# Magnolia grandiflora
Magnolia grandiflora, thường được biết đến như là Magnolia miền nam, là một loại cây họ Magnoliaceae có nguồn gốc ở vùng đông nam Hoa Kỳ, từ ven biển Bắc Carolina đến trung tâm Florida và phía tây đến Đông Texas. Với độ cao 27,5 m (90 ft), nó là một cây thường xanh lớn, nổi bật, với lá xanh đậm lớn lên đến 20 cm (7 3/4 in) dài và rộng 12 cm (4 3/4 in) và rộng, màu trắng, hoa thơm có đường kính lên đến 30 cm (12 in). Mặc dù đặc hữu cho các khu rừng cận nhiệt đới vùng thấp ở vùng Vịnh và vùng đồng bằng ven biển Nam Đại Tây Dương, mộc lan grandiflora được trồng rộng rãi ở các vùng nóng trên toàn thế giới. Gỗ cứng và nặng, và đã được sử dụng thương mại để làm đồ gỗ, pallet, và veneer.